# Cygnus CRS OA-5
Cygnus CRS OA-5 — шоста місія вантажного космічного корабля Cygnus до  Міжнародної космічної станції за контрактом Commercial Resupply Services з НАСА. Сьомий політ космічного корабля Cygnus. Запуск здійснено 17 жовтня 2016 року, стикування з Міжнародною космічною станцією відбулося 23 жовтня.

## Історія
Запуск Cygnus CRS OA-5 став першим з новою версією ракети-носія Antares після аварії під час місії Cygnus CRS Orb-3 28 жовтня 2014 року через кілька секунд після старту. Тоді аварія сталася через недоліки двигуна AJ-26 американської компанії Аероджет (модифікація радянських двигунів НК-33). Наступні півтора року фахівці займалися модернізацією ракети. Ракету для Cygnus CRS OA-5 розробила американська компанія Orbital Sciences Corporation. Перший ступінь для Antares створили українці. Основну конструкцію розробили в КБ «Південне» і виготовили на Південному машинобудівному заводі в м. Дніпро. Українським інженерам довелося змінити ступінь ракети таким чином, щоб у ній зміг працювати абсолютно інший двигун, що не призначений для вже готової конструкції — РД-181 російського виробництва.

## Корисне навантаження
Корабель доставить на станцію 2342 кг корисного навантаження (2209 кг без урахування упаковки), у том числі:
- Матеріали для наукових досліджень — 498 кг
- Продукти харчування і речі для екіпажу — 585 кг
- Обладнання і деталі станції — 1023 кг
- Обладнання для виходу у відкритий космос — 5 кг
- Комп'ютери і комплектуючі — 56 кг
- Російський вантаж — 42 кг[4].

У негерметичному відсіці розміщено наносупутники для випуску у космос безпосередньо з космічного корабля під час перебування на орбіті, їхня загальна вага 83 кг.

## Запуск
Запуск корабля переносили п'ять разів. Спочатку його планували запустити в середині червня 2016, згодом було перенесено на кінець серпня, третій термін було призначено на другу половину вересня (його було скасовано через погодні умови), четвертий — на 14 жовтня. Останній було перенесено через позаштатну роботу кабелю, що сполучає наземну апаратуру підтримки на космодромі та корабель під час передстартової перевірки. Через це Cygnus CRS OA-6 полетів раніше за Cygnus CRS OA-5 у березні 2016 року.
Запуск корабля було успішно здійснено 17 жовтня 2016 23:46 (UTC) (02:46 18.10.2016 за Києвом).

## Стикування
Через те, що запуск корбаля було перенесено, час його стикування з МКС накладався на зближення корабля «Союз МС-02» із трьома космонавтами на борту. Тому Cygnus CRS OA-5 перебував на орбіті довше, ніж зазвичай. 23 жовтня о 11:28 (UTC) корабель Cygnus було захоплено краном-маніпулятором Канадарм2 та о 14:53 (UTC) приєднано до модуля Юніті МКС.

## Розстикування та завершення місії
Cygnus CRS OA-5 відстикувався від МКС 21 листопада 2016 року о 13:22 (UTC). Після відстикування корабля від МКС буде здійснено експеримент Saffire-2 з вивчення процесу горіння різних матеріалів в умовах мікрогравітації. Також буде випущено декілька наносупутників за допомогою диспенсера NanoRack. Cygnus повинен згоріти в атмосфері Землі 27 листопада.

## Галерея

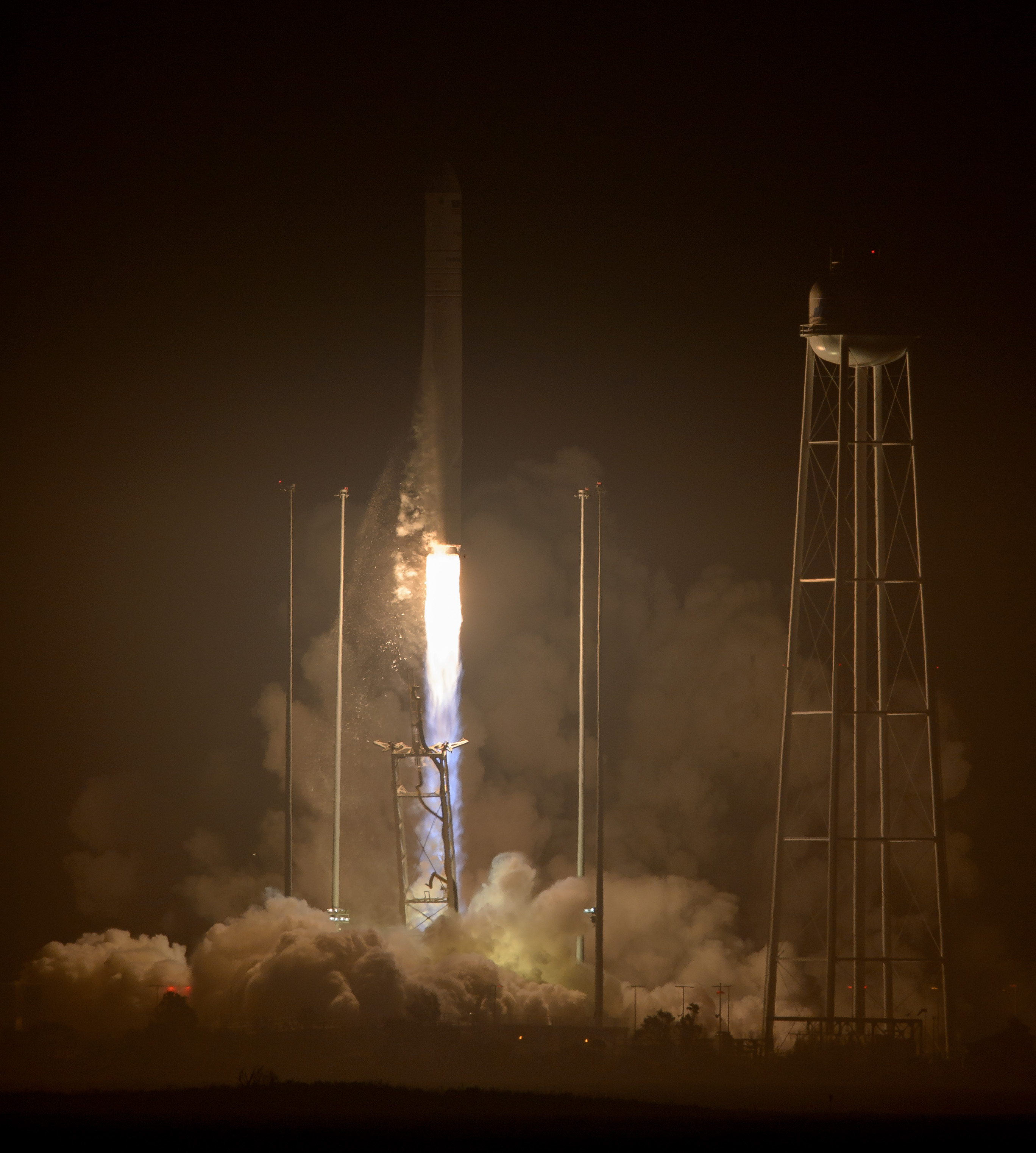
Зліт
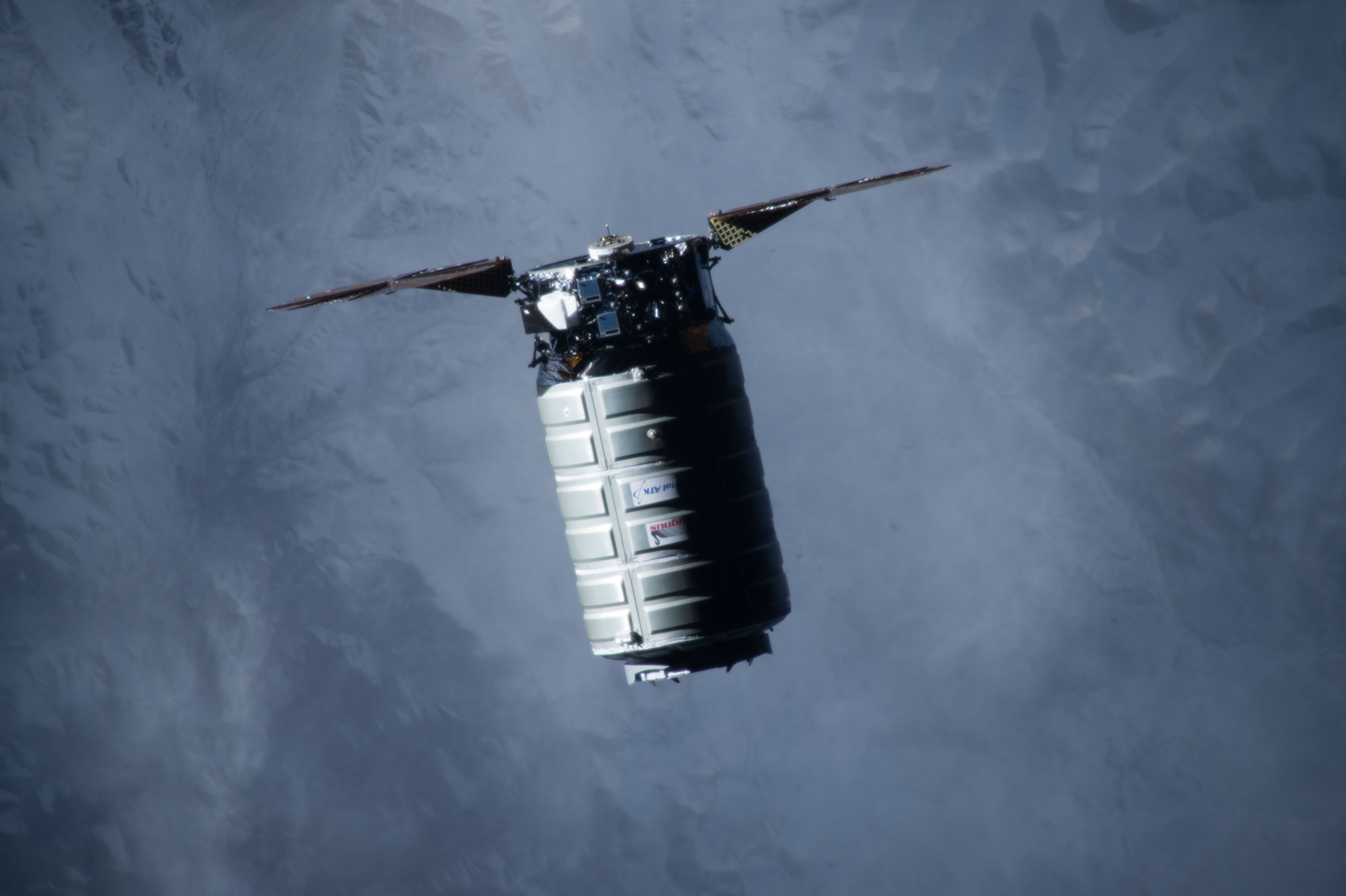
Cygnus при підльоті до МКС
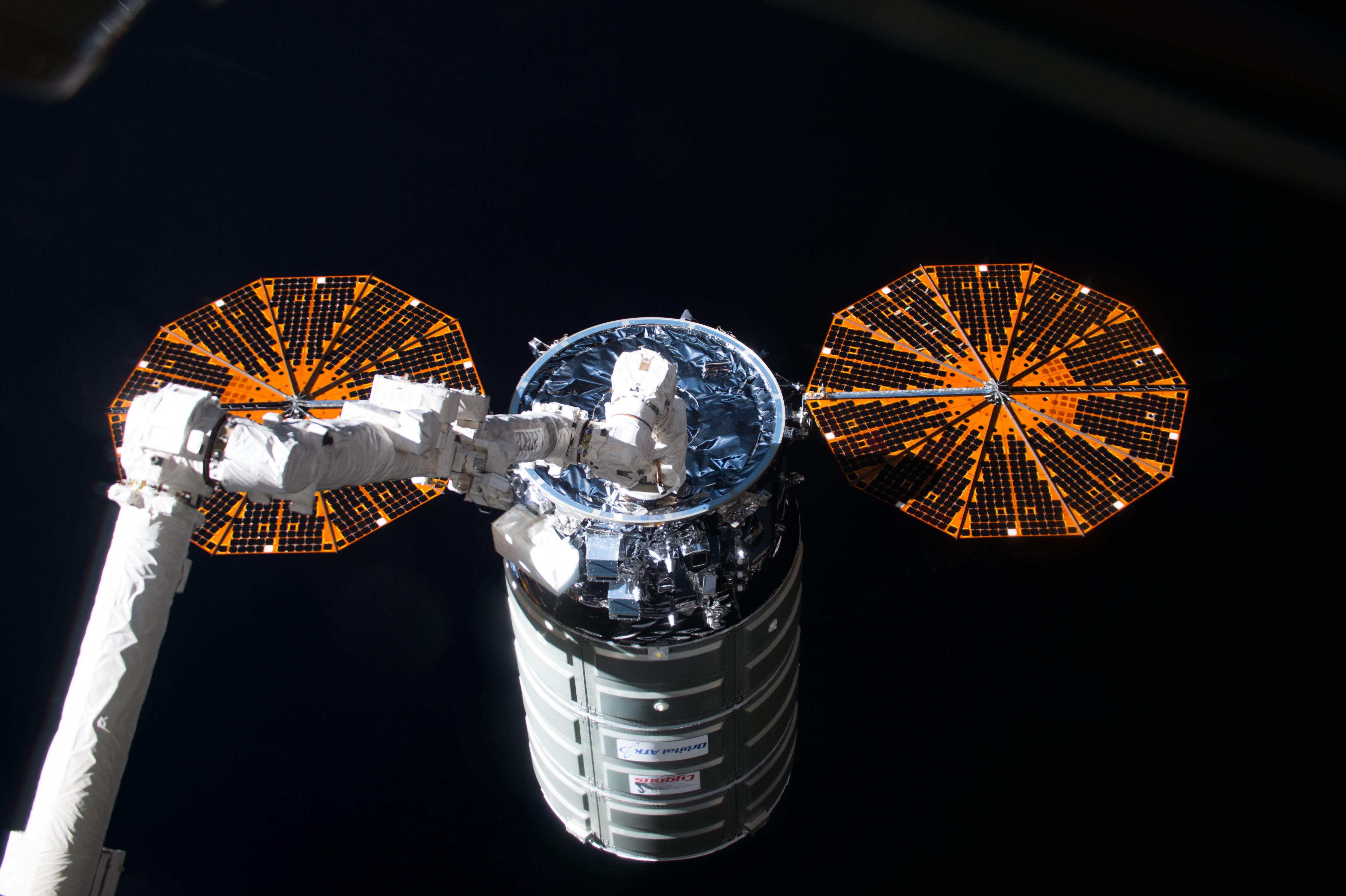
Cygnus, захоплений краном Канадарм2
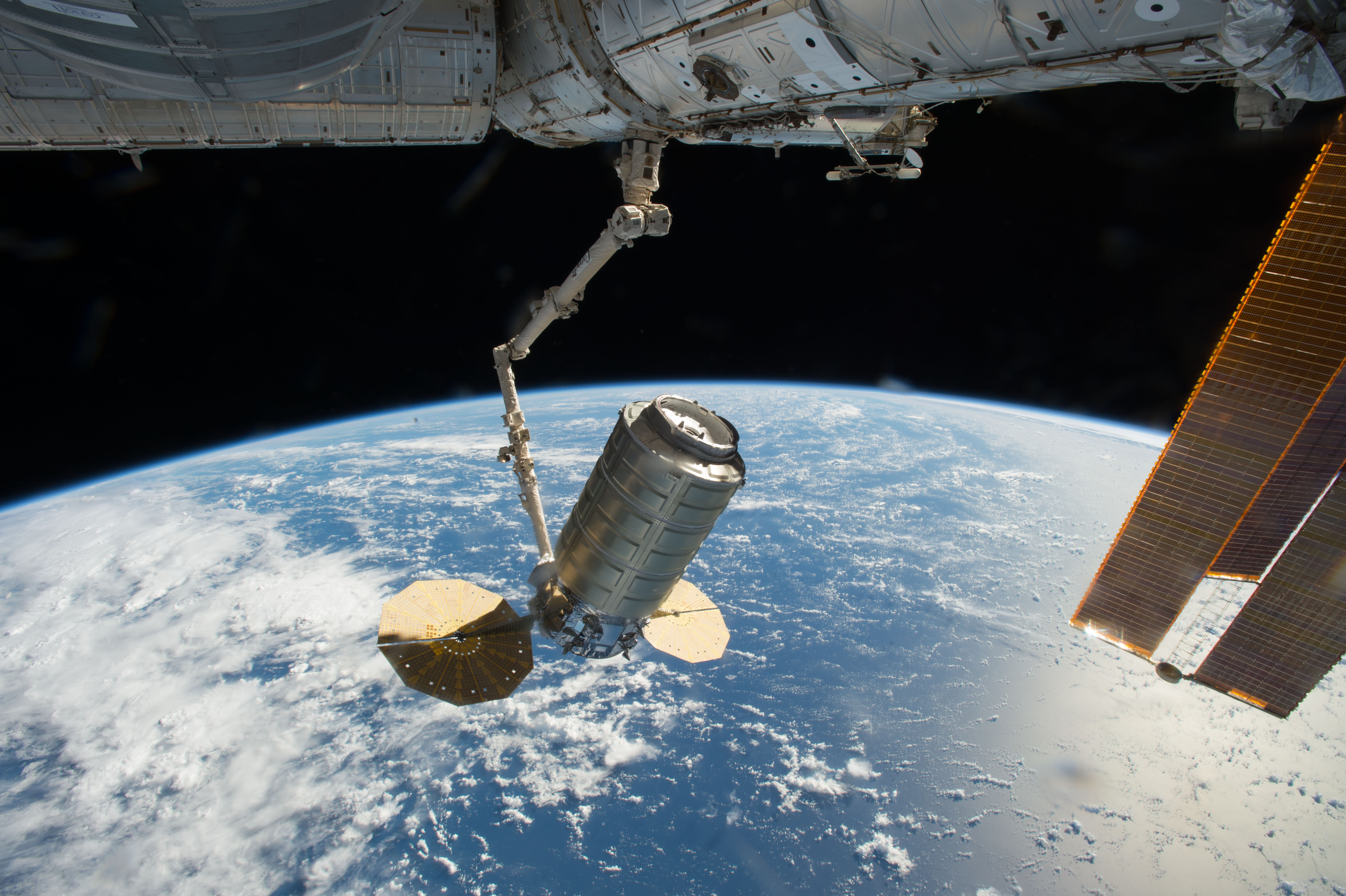
Cygnus, що утримується краном Канадарм2
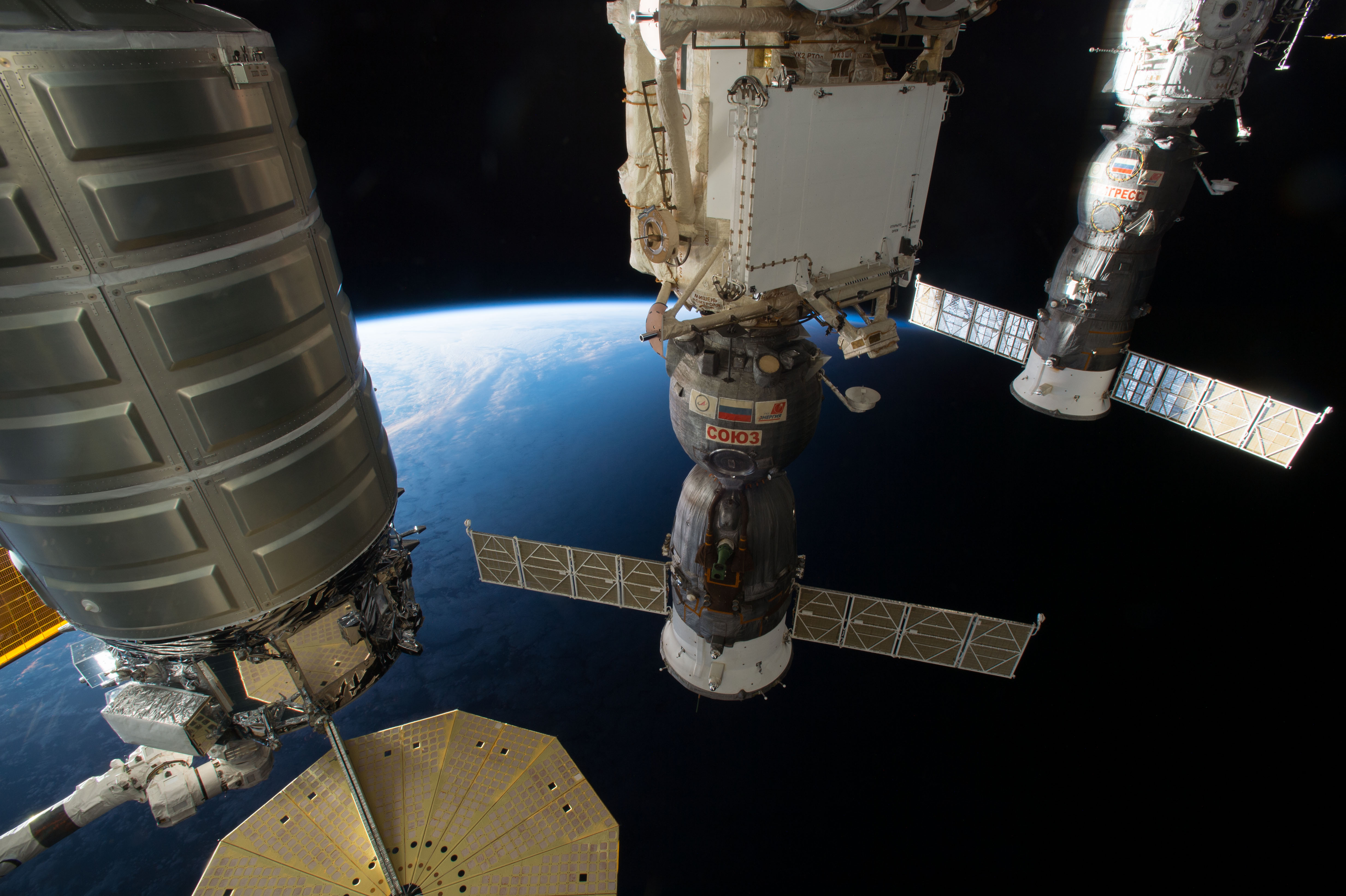
Cygnus (на передньому плані), пристикований до МКС